# Heinrich Hora
Heinrich Hora (* 1. Juli 1931 in Bodenbach, Tschechoslowakei) ist ein deutsch-australischer Physiker, der sich insbesondere mit Laser-Plasma-Wechselwirkung befasst.

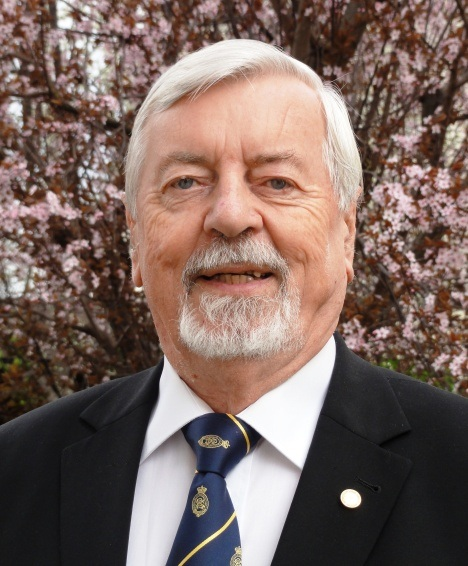
Heinrich Hora (2012)

Hora ging in Aussig und Altenburg auf das Gymnasium und studierte Physik an der Universität Halle-Wittenberg und der Universität Jena, an der er 1959 in theoretischer Physik promoviert wurde. Danach ging er in die Industrie, arbeitete bei Carl Zeiss, IBM, Westinghouse (in Pittsburgh) und bei Siemens hauptsächlich auf dem Gebiet der Festkörperphysik und optischer Detektoren (unter anderem IBM Patent 1964 für Diamantabscheidung aus der Gasphase). Ab 1962 befasste er sich mit Plasmaphysik und Laser-Plasma-Wechselwirkung für die Fusion am Max-Planck-Institut für Plasmaphysik in Garching. 1969 bis 1975 war er außerdem Adjunct Associate Professor am Rensselaer Polytechnic Institute. 1975 wurde er Professor für theoretische Physik und Leiter des Instituts für Theoretische Physik der University of New South Wales. 1992 wurde er dort Professor Emeritus, blieb aber weiter wissenschaftlich aktiv und wurde Adjunct Professor an der University of Western Sydney.
Er war unter anderem Gastprofessor an der University of Rochester, in Bern, am Weizmann-Institut, Iowa, Gießen, Darmstadt, Osaka, am CERN (Attaché 1990 bis 1992) und 1993 bis 1996 in Regensburg (Konrad Zuse Professor). 1981 erhielt er einen „Doctor of Science“ der University of New South Wales. Er ist Vizepräsident der Royal Society of New South Wales. Er ist Fellow des Australian Institute of Physics und des Institute of Physics.
Hora erhielt die 2001 Dirac Medaille, 1991 den Edward Teller Award, 2002 die Ernst-Mach-Ehrenmedaille und 1985 die Ritter-von-Gerstner-Medaille.
Er veröffentlichte über 500 Arbeiten (2011), darunter mehrere Bücher, und hält 58 Patente (12 in den USA).
2010 veröffentlichte er einen Vorschlag (unterstützt durch Computersimulationen) zur Laserfusion ohne schädliche Neutronenstrahlung durch Verwendung von festem Borhydrid. Ein hochenergetischer Laserpuls (mit Eigenschaften, die mit gerade in Entwicklung befindlichen neuen Lasergenerationen mit Petawatt-Puls-Leistung am Lawrence Berkeley National Laboratory realisierbar wären) erzeugt einen hochenergetischen Plasmablock der beim Auftreffen auf das Borhydrid die Fusion ohne die bei Trägheitsfusion sonst nötigen Kompressionswerte ermöglicht (Side-on Block-Ignition). Nach seinen Berechnungen ist die nötige Input-Energie nur zehnmal höher als bei der Deuterium-Tritium-Trägheitsfusion.
2018 veröffentlichte er die Vorteile eines Bor-Laser-Fusions Reaktors (Bolafus) im Vergleich zu anderen Reaktortypen (ITER, Stellarator). Folgende Argumente werden angeführt: 1. Die Hochspannungstechnologie im Spannungsbereich von 1,5 Megavolt ist komplett entwickelt. 2. Detaillierte Fragen zur Physik der hochenergetischen Plasmablocks lassen sich aus einer Vielzahl von veröffentlichten Ergebnissen zur nicht-thermischen Laserbeschleunigung der letzten Jahre fortsetzen. Spezifische Fragen, können unmittelbar an Labore und verfügbare Rechenkapazitäten weitergeleitet werden und in verwandte Forschung einfließen. Studien zu zylindrischen Fusionsplasmas innerhalb des multi kT Magnetfelds mit zusätzlichem Direktantrieb kann sofort in bestehenden Experimenten durchgeführt werden.
Er ist bekannt durch den Schwarz-Hora Effekt.
Hora gründete in den 1970er Jahren die Konferenzserie Laser interaction and related plasma phenomena (LIRPP). 1982 gründete er die Zeitschrift Laser and Particle Beams, deren Herausgeber er bis 1992 war.
Er war mit Rosemarie Hora verheiratet (gest. 2007) und hat sechs Kinder.

## Schriften
- Laser Plasma and Nuclear Energy; Plenum Press 1975
- Nonlinear Plasma Dynamics, Springer Verlag 1979
- Physics of laser driven plasmas, Wiley 1981
- Plasma at high temperature and density. Applications and implications of laser-plasma-interaction, Springer Verlag, Lecture Notes in Physics, Monographs, Band  1, 1991, 2. Auflage Regensburg, S. Roderer 2000
- Nonlinear Force and Ponderomotion, ILE, Osaka 1996
- mit S. Eliezer, A. K. Ghatak An introduction to the equation of state, Cambridge University Press 1986 (Vorwort Edward Teller)
- mit S. Eliezer, A. K. Ghatak Fundamentals of Equations of State, World Scientific 2002
- Laser Plasma Physics: Forces and the Nonlinearity Principle, SPIE Book, Bellingham 2000
- mit George Miley (Herausgeber) Edward Teller Lectures: Lasers and Inertial Fusion Energy, Imperial College Press/World Scientific 2005 (darin von Hora: 30 years laser interaction and related plasma phenomena, New basic physics derived from laser-plasma interaction)
- Elektrodynamik, S. Roderer, Regensburg 1994
- Keine Klimakatastrophe- es ist schlimmer, S. Roderer, Regensburg 2007
- Klimaprobleme – Lösungswege, S. Roderer, Regensburg 2010
- Innovation, Technologie und Ökonomie, S. Roderer, Regensburg 1998, 2. Auflage 2000